# الملاكمة في الدورة الرياضية العربية الأولى الإسكندرية 1953

## توزيع الأوسمة
| ت | البلد  | ذهبية | فضية | برونزية | المجموع |
| - | ------ | ----- | ---- | ------- | ------- |
| 1 | مصر    | 8     | -    | -       | 8       |
| 2 | فلسطين | 0     | 4    | 1       | 5       |
| 3 | سوريا  | 0     | 2    | 5       | 7       |
| 4 | لبنان  | 0     | 2    | 2       | 4       |

## النتائج الكاملة
| Event               | الذهبية                 | الفضية                | البرونزية               |
| ------------------- | ----------------------- | --------------------- | ----------------------- |
| الذبابة 51 كغم      | فكري إدريس (مصر)        | داود سليمان (فلسطين)  | محمد جيلبو (سوريا)      |
| الريشة 57 كغم       | صلاح شتوبر (مصر)        | محمد سويدان (لبنان)   | محمد قضيباني (سوريا)    |
| الخفيف 60 كغم       | محي الدين الحماقي (مصر) | سركيس سركسيان (لبنان) | عبد الحكيم عقدة (سوريا) |
| الوسط 67 كغم        | فتحي عبد الرحمن (مصر)   | إبراهيم كحيل (فلسطين) | صلاح المصري (سوريا)     |
| خفيف المتوسط 71 كغم | إدوارد حنا (مصر)        | محمد الريس (فلسطين)   | سركيس موسى (لبنان)      |
| المتوسط 75 كغم      | محمد العسال (مصر)       | محمد الاكتع (سوريا)   | اكرم عرفات (فلسطين)     |
| خفيف الثقيل 81 كغم  | محمد الميناوي (مصر)     | لاجب عليان (فلسطين)   | أحمد عز الدين (سوريا)   |
| الثقيل فوق 81 كغم   | أحمد الميناوي (مصر)     | عبد الله رفاعي(سوريا) | جوزيف صقر (لبنان)       |